# Dmitrij Kobeko
Dmitrij Fomitj Kobeko (ryska: Дмитрий Фомич Кобеко), född 16 mars (gamla stilen: 4 mars) 1837 i Sankt Petersburg, död där 8 mars 1918, var en rysk historiker.
Kobeko blev student 1856, tjänsteman i finansministeriet, 1865 expeditionschef, senare ministerialråd, 1901 ledamot av riksrådet och 1902 chef för ryska riksbiblioteket. Från 1858 publicerade han i olika tidskrifter en serie uppsatser rörande Rysslands politiska, litteratur- och personhistoria. Hans huvudarbete är Tsesarevitj Pavl Petrovitj (Paul I före hans tronbestigning; 1881, tredje upplagan 1887). Kobeko var ägare av ett av Rysslands värdefullaste privatbibliotek.